# Василий Бугор
Василий Ермолаевич Бугор (на руски: Васи́лий Ермола́евич Буго́р) е руски казак, пътешественик-изследовател.

## Експедиционна дейност (1628 – 1668)
През 1628 извършва пътешествие по горното течение на р. Ангара и реките Илим и Игирма. Извършва поход от река Игирма към река Кута и по нея се спуска до Лена, като основава два пункта за събиране на данък от местното население, които по-късно прерастват в градовете Киренск и Уст Кут.
През 1647 от Якутск се спуска по р. Лена до устието ѝ, плава на изток до устието на Индигирка, а след това до устието на Колима.
През 1650 – 1651 участва в похода на Михаил Стадухин към р. Анадир в Чукотка.